# Бен Халоран
Бен Халоран (14. јун 1992) аустралијски је фудбалер.

## Репрезентација
За репрезентацију Аустралије дебитовао је 2014. године, наступао и на Светском првенству 2014. године. За национални тим одиграо је 6 утакмица.

## Статистика
| Аустралија | Аустралија | Аустралија |
| Год.       | Ута.       | Гол.       |
| ---------- | ---------- | ---------- |
| 2014       | 6          | 0          |
| Укупно     | 6          | 0          |